# Jes Möller
Jes Albert Möller (* 28. September 1961 in Greifswald) ist ein deutscher Jurist. Von 2012 bis 2019 war er Präsident des Verfassungsgerichts des Landes Brandenburg.
Möller engagierte sich in der DDR zunächst als Dissident in Kirchenkreisen, baute in der Zeit der friedlichen Revolution die SPD im späteren Land Brandenburg mit auf. Für die Sozialdemokraten saß er als Abgeordneter in der letzten Volkskammer der DDR.

## Leben
Jes Möller besuchte zunächst ab 1968 eine Polytechnische Oberschule in Barth, später in Rathenow, die er 1978 mit dem Abschluss der 10. Klasse verließ. Das Abitur bestand er 1981 über eine Berufsausbildung mit Abitur, bei der er in Werder/Havel gleichzeitig den Beruf eines Gärtners erlernte. Da ihm danach durch das Ministerium für Staatssicherheit ein Biologiestudium an der Martin-Luther-Universität Halle-Wittenberg verwehrt wurde, arbeitete Möller bis 1986 in verschiedenen Baumschulen und Gärtnereien.
Er gehörte 1981 auch zu den Mitbegründern der kirchlichen Umweltgruppe an der Erlöserkirche Potsdam, in der er sich unter anderem als Herausgeber einer DDR-weiten Informationszeitung der kirchlichen Umweltgruppen betätigte. Dadurch geriet er in das Visier des Ministeriums für Staatssicherheit (MfS), das ihn überwachte und im „Operativen Vorgang“ Kristall erfasste. Dies mündete Ende 1983 in eine kurzzeitige Verhaftung durch die MfS-Bezirksverwaltung Potsdam, als Möller mit anderen im Auftrag der Kirche im Dezember 1983 zwei vom Waldsterben arg gezeichnete Weihnachtsbäume in Potsdamer Kirchen präsentierte. Er kam kurz vor Weihnachten 1983 wieder frei, allerdings nach Erlass eines Strafbefehls. 1986 nahm Möller am Theologischen Konvikt Berlin, einer kirchlichen Hochschule, ein Studium der evangelischen Theologie auf, das er bis 1989 betrieb. In dieser Zeit heiratete er und wurde Vater zweier Kinder.
Im Zuge der politischen Wende in der DDR engagierte er sich beim Aufbau der wiedergegründeten Sozialdemokratischen Partei in der DDR (zunächst SDP) in Potsdam, wobei das Kontaktbüro der oppositionellen Gruppen im Pfarrhaus der Babelsberger Friedrichskirchengemeinde lag. In der Folge gehörte Möller bis zum März 1990 als SPD-Vertreter dem Bürgerkomitee zur Auflösung des Ministeriums für Staatssicherheit im Bezirk Potsdam an und war als Mitarbeiter der neu aufzubauenden SPD-Bezirksgeschäftsstelle Potsdam tätig. Zu den Volkskammerwahlen am 18. März 1990 wurde er von der SPD im Wahlbezirk Potsdam (12) auf Listenplatz 5 aufgestellt. Da die SPD in diesem Wahlbezirk zehn Mandate erringen konnte, zog Möller als SPD-Abgeordneter in das letzte DDR-Parlament ein.
1991 schrieb er sich als Stipendiat an der Freien Universität Berlin zum Studium der Rechtswissenschaften ein, welches er 1995 mit der Ersten juristischen Staatsprüfung bestand. Anschließend absolvierte er sein Referendariat im Bereich des Kammergerichtsbezirks. Nach der zweiten juristischen Staatsprüfung, die er 1997 bestand, wurde Möller 1998 als Assessor am Verwaltungsgericht Potsdam eingestellt. 2001 wechselte er auf eine Planstelle an das Verwaltungsgericht Frankfurt (Oder), was mit der gleichzeitigen Ernennung zum Richter auf Lebenszeit verbunden war. Noch im Dezember 2001 erhielt Möller eine Abordnung als wissenschaftlicher Mitarbeiter an das Verfassungsgericht des Landes Brandenburg, die er bis zum Juni 2004 wahrnahm. In dieser Zeit wechselte er 2002 auf eine Planstelle an das Verwaltungsgericht Potsdam zurück. Nach seiner Abordnung war er bis zum Jahresende 2005 in Potsdam tätig, um dann mit Jahresbeginn zum Vorsitzenden Richter am Verwaltungsgericht Frankfurt (Oder) ernannt zu werden. Am 22. Januar 2009 wurde Möller zum Richter am Verfassungsgericht des Landes Brandenburg gewählt. Mit Wirkung vom 31. Oktober 2010 beendete er seine Richtertätigkeit in Frankfurt (Oder) und wechselte nach Neuruppin, wo er im November 2010 zum Direktor, später Präsidenten, des dortigen Sozialgerichts ernannt wurde. 
Im August 2012 wählte der Landtag von Brandenburg Möller zum Präsidenten am Verfassungsgericht des Landes Brandenburg. Er wirkte dort unter anderem an dem Beschluss in Sachen „Altanschließer“ vom 21. September 2012 mit. Darin ging es um so genannte „Altanschließer“, von denen ein erstmaliger Herstellungsbeitrag für den Anschluss ihres Grundstückes an das Trink- und Abwassernetz rückwirkend verlangt worden war. In dem konkreten Fall wurde der Beitragsbescheid 2005 erlassen. Es gab seit 1993 eine Beitragssatzung. Der Abwasseranschluss war aus DDR-Zeiten. Die Verfassungsrichter des Landes Brandenburg entschieden einstimmig, dies sei verfassungskonform. Das Bundesverfassungsgericht erklärte hingegen mit Beschlüssen vom 12. November 2015 sowie vom 22. Dezember 2015 etwa 30 Verfassungsbeschwerden gegen diese Rechtsprechung u. a. für offensichtlich begründet. Tausende Eigentümer im Land Brandenburg waren davon betroffen.
Jes Möller äußerte sich als Präsident des Verfassungsgerichtes Brandenburg im Rahmen der Jahrespressekonferenz 2016 zu der Entscheidung des Bundesverfassungsgerichtes: „Ich würde die Entscheidung noch einmal genauso schreiben.“ Er sagte: „Es gibt keinen Grundsatz, dass Karlsruhe immer Recht hat. Im Bundesverfassungsgerichtsgesetz steht nicht: Das Bundesverfassungsgericht ist nie zu hinterfragen und hat immer das letzte Wort.“ Dies rief Empörung bei den Betroffenen hervor. Ende Januar 2019 übergab Möller sein Amt an seinen Nachfolger.
Seit 2019 ist Möller Vorsitzender Richter am Landessozialgericht Berlin-Brandenburg. 
Im Mai 2020 schlug die SPD Brandenburg der Bundes-SPD vor, Jes Möller als Kandidaten zur Wahl zum Bundesverfassungsrichter für den Ersten Senat aufzustellen. Die SPD konnte sich bei der Wahl am 15. Mai 2020 im Bundesrat noch nicht auf einen Kandidaten einigen. Am 1. Juli nominierte die SPD schließlich Ines Härtel.
Mit Wirkung zum 1. November 2022 wurde Möller zum Vizepräsidenten des Landessozialgerichts Berlin-Brandenburg ernannt.